# Djoliba (Mali)
Pour les articles homonymes, voir Djoliba.
Djoliba est une localité, chef-lieu de la commune rurale de Mandé et chef-lieu d'arrondissement dans le cercle de Kati et la région de Koulikoro au Mali.

## Géographie
La localité de Djoliba est située à proximité de la rive gauche du fleuve Niger et sur la route nationale RN 26 (axe Bamako-Kangaba) à 40 km au sud de la capitale Bamako.

## Histoire
Le village comme les localités de Kamalé et Balandougou font partie du canton de  Balaoulena, pendant la période coloniale.
Depuis la réforme administrative de 2023, la localité est érigée en chef-lieu de la commune rurale de Mandé.

## Population
Lors du recensement général de 2009, la localité compte 3 982 habitants.

## Infrastructures et services
Lors du recensement de 2009, la localité est desservie par les services suivants :
- une école
- un centre de santé
- une pharmacie
- un marché
- une caisse d'épargne et de crédit
- 4 points d'eau

## Personnalité lies
- Salif Keïta (1949-), musicien malien.